# Parque nacional de Tiilikkajärvi
El parque nacional de Tiilikkajärvi (en finés: Tiilikkajärven kansallispuisto) es un parque nacional en las regiones de Savonia del Norte y Kainuu parte del país europeo de Finlandia. Fue establecido en 1982 y abarca 34 kilómetros cuadrados (13 millas cuadradas) de superficie.
Algunas características naturales del sur y el norte se mezclan en este parque formando un ecotono de bosques y pantanos.
El lago Tiilikkajärvi posee 400 hectáreas e incluye playas a su alrededor, separadas en el centro por capas de Esker (arena y grava).